# Нанитон Боро
«Нанитон Боро» (англ. Nuneaton Borough Football Club) — английский футбольный клуб из города Нанитон, Уорикшир. Образован в 1889 году. Домашние матчи проводит на стадионе «Либерти Уэй». В настоящий момент выступает в Северной Национальной лиге, шестом по значимости футбольном турнире Англии.
Клуб был основан в 1889 году под названием «Нанитон Сент-Николас». Пять лет спустя они изменили своё название на «Нанитон Таун» и он просуществовал до 1937 года, когда клуб был расформирован. Однако, через два дня был создан «Нанитон Боро», но в 1992 году, клуб был переименован «Нанитон Боро». В 2008 году клубу вернули старое название «Нанитон Таун» В 2018 году был вновь переименован в «Нанитон Боро».